# Polystichum bomiense
Polystichum bomiense är en träjonväxtart som beskrevs av Ren-Chang Ching och S. K. Wu. Polystichum bomiense ingår i släktet Polystichum och familjen Dryopteridaceae. Inga underarter finns listade.